# Out of Season
Out of Season ist ein US-amerikanisch-britisch-deutsch-rumänischer Kriminalfilm aus dem Jahr 2004. Regie führte Jevon O’Neill, der auch das Drehbuch schrieb. Eine Wiederveröffentlichung des Films erfolgte 2013 unter dem Titel Time for Crime – Zeit für Betrüger.

## Handlung
Pierre arbeitet in einer Kleinstadt in einem Vergnügungspark, der Michael Philipps gehört. Sein Gehalt wird von Simeon Guant gestohlen, worauf Pierre nach dem Saisonende in der Stadt bleibt. Er interessiert sich für Michaels Tochter Kelly. Währenddessen hat Michaels Frau Eileen eine Affäre mit Guant.
Pierre hört, dass der ortsansässige Harry Barlow ein erfahrener Einbrecher ist. Er bittet Barlow, ihm einige Tricks beizubringen. Kelly überredet Barlow, bei ihrem Vater in den Panzerschrank einzubrechen, damit sie und Pierre gemeinsam den Ort verlassen können. Der Plan gelingt nicht.

## Kritiken
Film-Dienst schrieb, der „oberflächliche Thriller“ nutze „sein Potenzial“ nicht und setze „ganz auf vertraute Versatzstücke des Genre“. Er sei ebenfalls „schauspielerisch enttäuschend“.

## Hintergründe
Der Film wurde in Bukarest und in Constanța gedreht. Seine Produktionskosten betrugen schätzungsweise 6 Millionen US-Dollar. Die Weltpremiere fand am 20. Mai 2004 auf dem Cannes Film Market statt. In den meisten Ländern wurde der Film direkt auf DVD bzw. Video veröffentlicht.